# Heinrich Zenichowski
Heinrich Zenichowski (* 15. April 1941 in Pabianitz) ist ein deutscher Bildhauer und Restaurator.

## Leben und Werk
Zenichowski stammt aus Polen. Er machte von 1955 bis 1957 in Cieplice Śląskie-Zdrój eine Ausbildung zum Holzbildhauer. 1957 kam er mit seiner Familie, darunter sein jüngerer Bruder Alfred Zenichowski, in die DDR.
Von 1957 bis 1960 absolvierte er eine Lehrausbildung als Metallflugzeugbauer im VEB Flugzeugwerft Dresden-Klotzsche. Danach arbeitete er bis 1966 in der Flugzeugwerft bzw. im VEB Elektromat, der u. a. aus Teilen der Werft gebildet worden war.
Daneben machte er von 1963 bis 1966 ein Abendstudium an der Hochschule für Bildende Künste Dresden (HfBK). Von 1966 bis 1971 studierte er an der HfBK in der Bildhauerklasse bei Walter Arnold und Herbert Naumann. Seit 1972 arbeitet er als freiberuflicher Bildhauer in Greifswald-Wieck. Er arbeitet mit Terrakotta, Bronze, Holz und Stein. 1978 und 1979 unternahm er Studienreisen in die UdSSR. 1984 wurde er mit dem Kunstpreis des Rates des Bezirks Rostock geehrt. Zenichowski nahm ab 1985 an vielen Bildhauerpleinairs und -Symposien teil. 1996 initiierte er das Internationale Greifswalder Holzbildhauer-Symposion in Wieck.
Im öffentlichen Raum Greifswalds befinden sich mehrere Skulpturen Zenichowskis. 2015 entwarf Zenichowski die neue Version der Heinrich-Schliemann-Medaille. Zenichowski betätigte sich auch als Restaurator, so 2022 eines Abgusses des Segnenden Christus von Bertel Thorvaldsen in der Bugenhagenkirche. 2003 schuf er das Wappen von Stralsund im Giebelfeld des Commandantenhus Stralsund.
Von 1995 bis 1997 übte Zenichowski eine Lehrtätigkeit an der Grafik-Design-Schule Anklam, einer privaten Berufsfachschule, aus.
Zenichowskis Frau Barbara Zenichowski (* 1952) ist ebenfalls Bildhauerin.

## Mitgliedschaften
- bis 1990: Verband Bildender Künstler der DDR
- seit 1990: Künstlerbund Mecklenburg und Vorpommern e. V. im BKK; 1992 bis 1994 Mitglied des Vorstands

## Ausstellungen (unvollständig)

### Einzelausstellungen
- 1979: Greifswald
- 2015/2016: Ankershagen, Heinrich-Schliemann-Museum („Metamorphosen 2015“; mit Barbara Zenichowski)

### Teilnahme an Gruppenausstellungen
- 1974: Rostock: Kunsthalle Rostock („Wir gratulieren unserer Republik. Bildende Kunst des Bezirkes Rostock zum 25. Jahrestag der DDR.“)
- 1974/1975: Frankfurt/Oder, Galerie Junge Kunst („Junge Künstler ’74. 1. Jahresausstellung junger bildender Künstler der DDR“)
- 1974, 1979 und 1984: Rostock, Bezirkskunstausstellungen
- 1975: Rostock, Kunsthalle Rostock, Biennale der Ostseeländer
- 1976: Berlin, Ausstellungszentrum am Fernsehturm („Junge Künstler der DDR“)
- 1977/1978 und 1982/1983: Dresden, VIII. und IX. Kunstausstellung der DDR
- 1983: Leipzig, Messehaus am Markt („Kunst und Sport“)
- 1990: Kiel, Brunswiker Pavillon („Künstler aus Mecklenburg-Vorpommern“)